# Hjalmar Asp

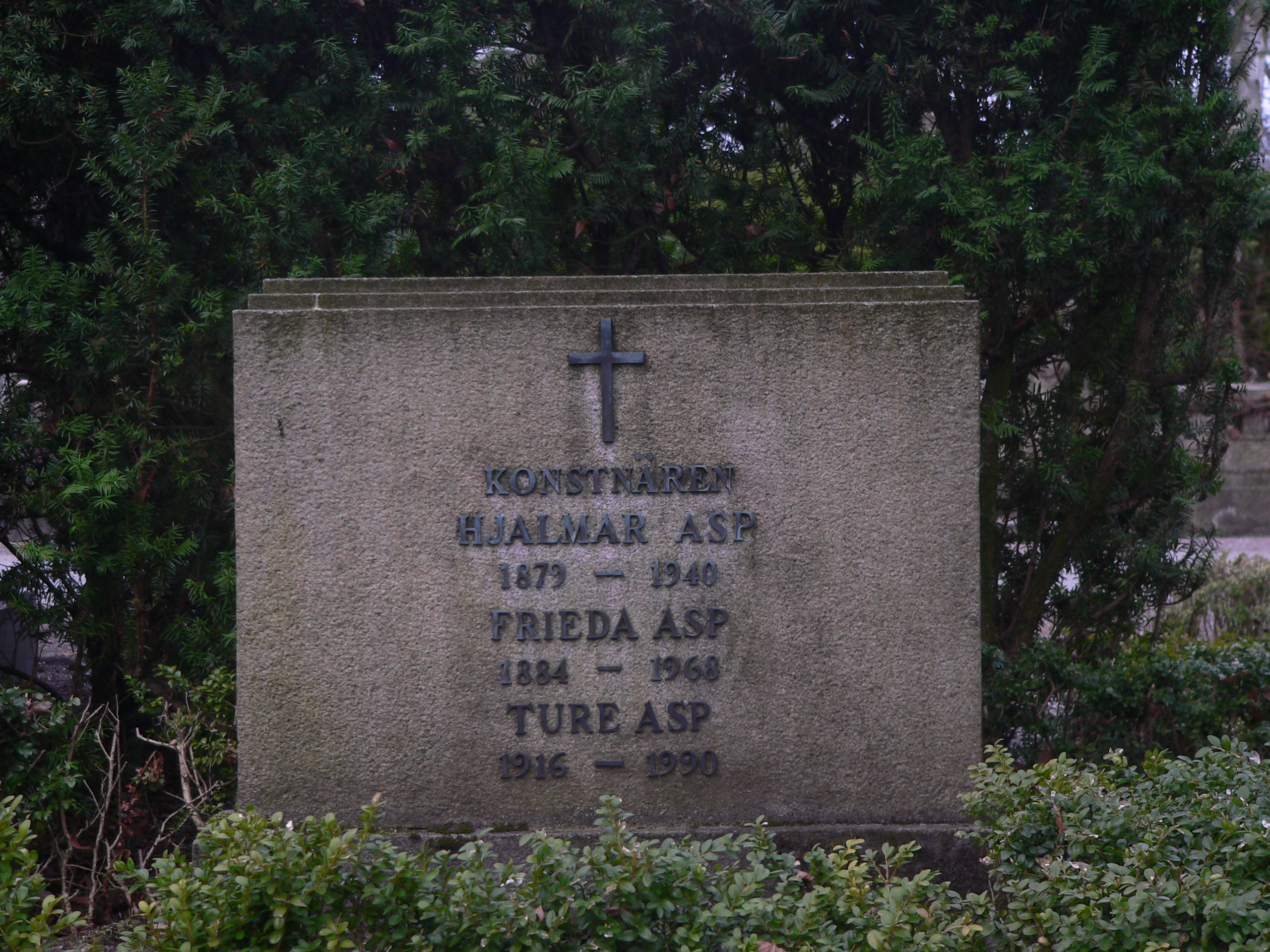
Hjalmar Asps grav på Sankt Pauli mellersta kyrkogård, kvarteret Annelund, gravplats 15.

Hjalmar Charles Astley Asp, född 12 oktober 1879 i Malmö, död 4 juni 1940 i Malmö, var en svensk djurmålare, litograf och tecknare.
Han var son till direktören för Skånska Dagbladet Louis Asp och Emma Zielfeldt och från 1908 gift med Frida Naucke. Efter avslutad skolgång i Malmö och Lund bestämde han sig för att bli konstnär. 
1907 återkom Asp till hemstaden Malmö, från vars omgivningar han sedan hämtade sina motiv, främst hästar, får och nötkreatur i landskapsmiljö. Asp var en utomordentligt skicklig och samvetsgrann tecknare med sinne för djurens rörelser och anatomi och för atmosfäriska nyanser. I stilen kom han att likna äldre danska konstnärer som J.Th. Lundbye. Asp är representerad vid Nationalmuseum, Malmö museum, Lunds universitets konstmuseum, Göteborgs konstmuseum och i Statens Museum for Kunst.
En minnesutställning med hans konst visades på Malmö museum 1941 samt på Göteborgs konstmuseum och Nationalmuseum 1943.